# Mordellistena stephani
Mordellistena stephani är en skalbaggsart som beskrevs av Dorothy G. Downie 1987. Mordellistena stephani ingår i släktet Mordellistena och familjen tornbaggar. Inga underarter finns listade i Catalogue of Life.